# Daniela Gustin
Daniela Gustin (Backa, Suecia, 11 de mayo de 1994) es una exjugadora de balonmano sueca que jugó para la selección femenina de balonmano de Suecia.
Gustin comenzó a jugar balonmano en el club sueco Backa HK. La entonces jugadora juvenil de la selección nacional de balonmano de Suecia se unió en 2011 al club de segunda división sueca Kärra HF, con el cual ascendió a la Elitserien un año después. Tras el fichaje de su novio Hampus Wanne por el club alemán de la Bundesliga SG Flensburg-Handewitt, la jugadora exterior se unió en 2013 al club alemán de segunda división TSV Nord Harrislee.
Gustin anotó un total de 106 goles para Harrislee en la temporada 2013/14. Posteriormente firmó un contrato con el club alemán de la Bundesliga Füchse Berlin. En la temporada 2015/16 ocupó el quinto lugar en la lista de goleadoras de la Bundesliga con 161 goles. A partir del verano de 2016 jugó para el club de primera división danesa Randers HK. Con Randers ganó la Copa de Dinamarca en 2016. En la temporada 2018/19 jugó para el club alemán SG BBM Bietigheim. En 2019 ganó el campeonato alemán con Bietigheim. Posteriormente, Gustin se unió al club de primera división danesa Horsens HK. Para la temporada 2021/22, Gustin se trasladó al club de segunda división danesa SønderjyskE Håndbold. Tras la temporada 2021/22, terminó su carrera.
Daniela Gustin debutó el 7 de octubre de 2016 con la selección nacional de balonmano de Suecia. La zurda disputó 32 partidos para Suecia, en los que anotó 67 goles. En el Campeonato Europeo de Balonmano Femenino 2018 sufrió una rotura de ligamento cruzado.